# Сражение при Деве-Бойну
Сражение при Деве-бойну — одна из битв Русско-турецкой войны (1877—1878) произошедшая 23 октября (4 ноября) 1877 года при горной гряде Деве-бойну восточнее города Эрзерум, между войсками Русской императорской армии под началом генерала Василия Александровича Геймана и армией Османской империи под командованием Ахмеда Мухтара-паши.

## Накануне сражения
После поражения 3 октября на Аладжинских высотах, Мухтар-паша с 8 батальонами, 2 эскадронами и 4 орудиями спешно отступил к Зивину, с целью прикрыть Эрзерум — стратегически-важный город. Измаилу-паше, действовавшему на Агрыдаге против Эриванского отряда русских, было приказано отступать к Эрзеруму для соединения с Мухтаром-пашой. Измаил-паша после ряда форсированных маршей отошёл к селу Кёпрюкёй, где 15 октября соединился с Мухтаром.
Русская армия в это время была разделена на 3 группы: отряд генерала Ивана Давидовича Лазарева (34 батальона, 34 эскадронов и сотен, 126 орудий) блокировал Карс, отряд генерала Геймана (28 батальонов, 25 эскадронов и 98 орудий), наступая через Саганлуг, прибыл 15 октября к селу Хоросан, и Эриванский отряд генерала Арзаса Артемьевича Тергукасова наступал вслед за Измаилом-пашой.
Два последних отряда соединились 21 октября у села Гасан-Кала, где после арьергардного боя турки отступили к Деве-бойну. У Мухтара к этому времени было 36 батальонов, 27 эскадронов и 40 орудий, ослабленных боями, общей численностью около 15 тысяч человек. Осознавая невозможность с такими силами долго отстаивать Эрзерум, Порта сделала распоряжение об отправке Мухтару подкреплений из отряда Дервиша-паши, из района VI Багдадского корпуса, а также о призыве рекрутов и ополчения.
Закрепившись для обороны на сильной Деве-бойнийской позиции, Мухтар решил ожидать подкрепления. Горная цепь Деве-бойну (5—7 тысяч футов над уровнем моря), разделяя Эрзерумскую и Пасинскую нагорные равнины, прикрывает подступы к Эрзеруму с восточной стороны. Она пересекалась одной колесной транзитной дорогой от Гасан-Кала (ныне Pasinler) через Куруджук к Эрзеруму; все остальные дороги представляли собой частью тяжёлые аробные дороги, а частью — вьючной тропы. Позиция турок не допускала обхода её с правого фланга, в виду крутизны гор и отсутствия дорог, обход левого фланга хотя и был возможен, но требовал продолжительного движения по узкому Туйскому ущелью и перевала через труднодоступный Чобан-даг.
Естественная сила Деве-бойнийской позиции обращала на себя внимание турок во все войны на Кавказском театре военных действий; кроме долговременных укреплений Эрзерума, на Деве-бойну возводились полевые укрепления в 1829 и 1855 годах.; в начале войны 1877 года, при движении русской армии к Зивину, турки снова спешно стали укреплять эту позицию. Фортификационные сооружения были возведены в две линии: 1-я, состоявшая из батарей, траншей и открытых с горжи укреплений, тянулась от села Тополах до террасы Чобан-дага, западнее села Туй, имея в центре сильные укрепления на вершине Узун-Ахмед-дага; 2-я линия шла параллельно первой в 1½ версты и состояла из отдельных редутов и траншей. Хорошее расположение укреплений заключалось, главным образом, в перекрёстном обстреле хорошо пристрелянных подступов к ним.
Мухтар занял Деве-бойну 40 батальонами, 12 эскадронами и 36 орудиями. 

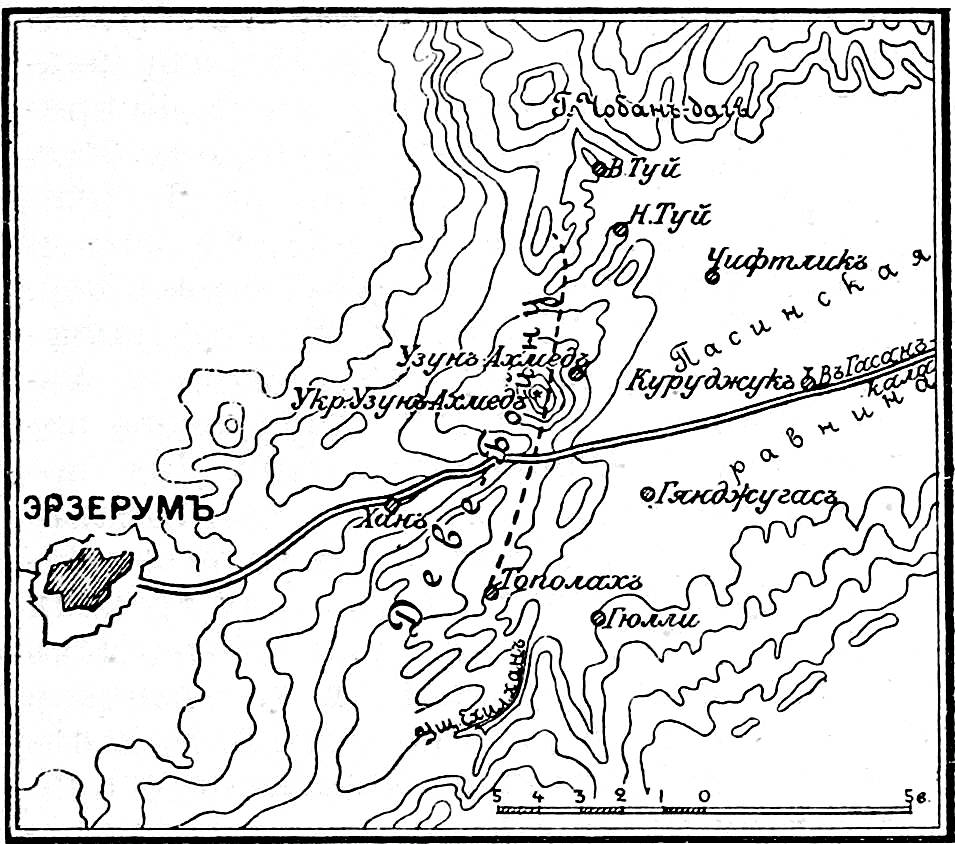
Схема операции

22 октября войска Геймана подошли к селу Куруджук. После личной рекогносцировки, Гейман решил атаковать позицию на следующее утро. Главный удар было решено произвести на левый фланг неприятеля движением на село Н. Туй.
Войска были разделены на 4 колонны:
1) генерала Броневского (8 батальонов Крымского, Ставропольского и Таманского пехотных полков с 30 орудиями), направлена для атаки левого фланга неприятеля;
2) генерала князя Амираджиби (6 батальонов Бакинского, Кубинского и Елизаветпольского пехотных полков и 8 орудий), направлена для атаки позиции со стороны села Узун-Ахмед;
3) генерала Авинова (8 батальонов Кавказской гренадерской дивизии и 48 орудий), не переходя в решительную атаку, должны были демонстрировать против центра позиции;
4) генерала фон-Шака (8 батальонов Кавказской гренадерской дивизии, 3 сотни, 8 орудий и 1 рота сапёр), должны были демонстрировать в направлении на село Гюлли, стараясь охватить фланг.
Общее руководство двумя первыми колоннами возлагалось на генерала Тергукасова, а двумя последними на генерала Соловьева.
Кавалерия была разделена на две колонны:
1) генерала Келбали Хана Нахичеванского (13 эскадронов и сотен Переяславского драгунского, Сунженского и Астраханского казачьих полков и 6 орудий), назначена для действий совместно с колонной князя Амираджиби;
2) князя Амилахвари (13 эскадронов и сотен Нижегородского и Северского драгунских, Кавказского и Горско-Моздокского казачьих полков и 4 орудий), после занятия пехотой Деве-бойнийской позиции должен был выдвинуться вперед с целью отрезать неприятелю путь отступления.

## Битва

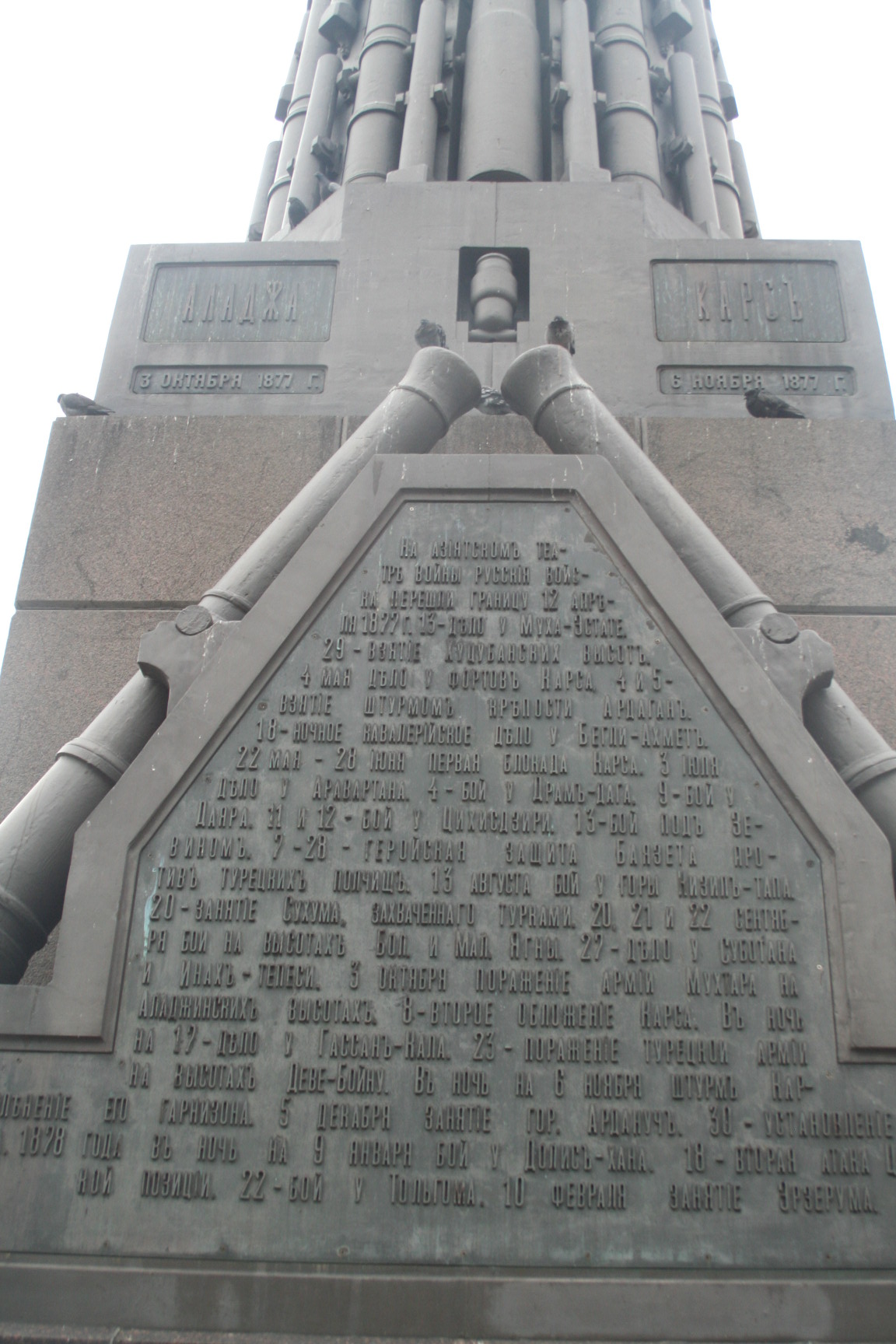
Упоминание о «поражении турецкой армии на высотах Деве-Бойну» 23 октября 1877 года на Колонне Славы в Санкт-Петербурге

23 октября с рассветом русские войска выступили из Куруджука, а к 7 часам начали разворачиваться на фронте Чифтлик-Гянджугас. Турки ответили сильной канонадой. Энергичное наступление колонны генерал-майора Адольфа Вильгельмовича фон Шака в сторону села Гюлли, было принято Мухтаром за намерение русских вести главную атаку на правом фланге, а потому он поспешил стянуть сюда из центра и левого фланга 12 батальонов, всю кавалерию и 16 орудий, и затем направил 8 батальонов по Ехилханскому ущелью, с целью охвата левого фланга колонны фон-Шака.
Под натиском превосходящих сил турок, боевая линия Шака начала медленно отходить, но затем, поддержанная резервом и частью войск колонны генерала Сергея Александровича Авинова, остановила турок. Между тем, на правом фланге шла артиллерийская подготовка атаки, а также был очищен от неприятеля холм впереди Чобан-дага, с целью прекратить перекрёстный обстрел ущелья у села Н. Туй, по которому предстояло наступление колонны князя Михаила Кайхосровича Амираджиби.
В 4 часа дня Гейман, убедившись, что действия на левом фланге отвлекли туда внимание Мухтара, приказал Тергукасову перейти к решительной атаке левого фланга. В 16:30 колонна Амираджиби двинулась в атаку. Турки встретили её сильным огнём с фронта и артиллерийским огнем во фланг с горы Чобан-даг, куда они успели втащить 7 орудий. Огонь этот не остановил наступления. Взойдя на первую террасу, Амираджиби направил 4 батальона для атаки возвышенности, а сам с двумя батальонами пошёл в обход слева. Несмотря на упорную оборону, турки были выбиты из траншей и стали отступать к главной Эрзерумской дороге. Здесь они остановились, перегруппировались, и были готовы перейти в наступление, но в это время начала энергично наступать колонна генерала Ивана Николаевича Броневского. Турки, теснимые с двух сторон, стали поспешно отступать, бросив большую часть артиллерии, преследуемые конницей князя Ивана Гивича Амилахвари. Другие войска не преследовали. К вечеру Деве-бойну был занят.

## Итоги

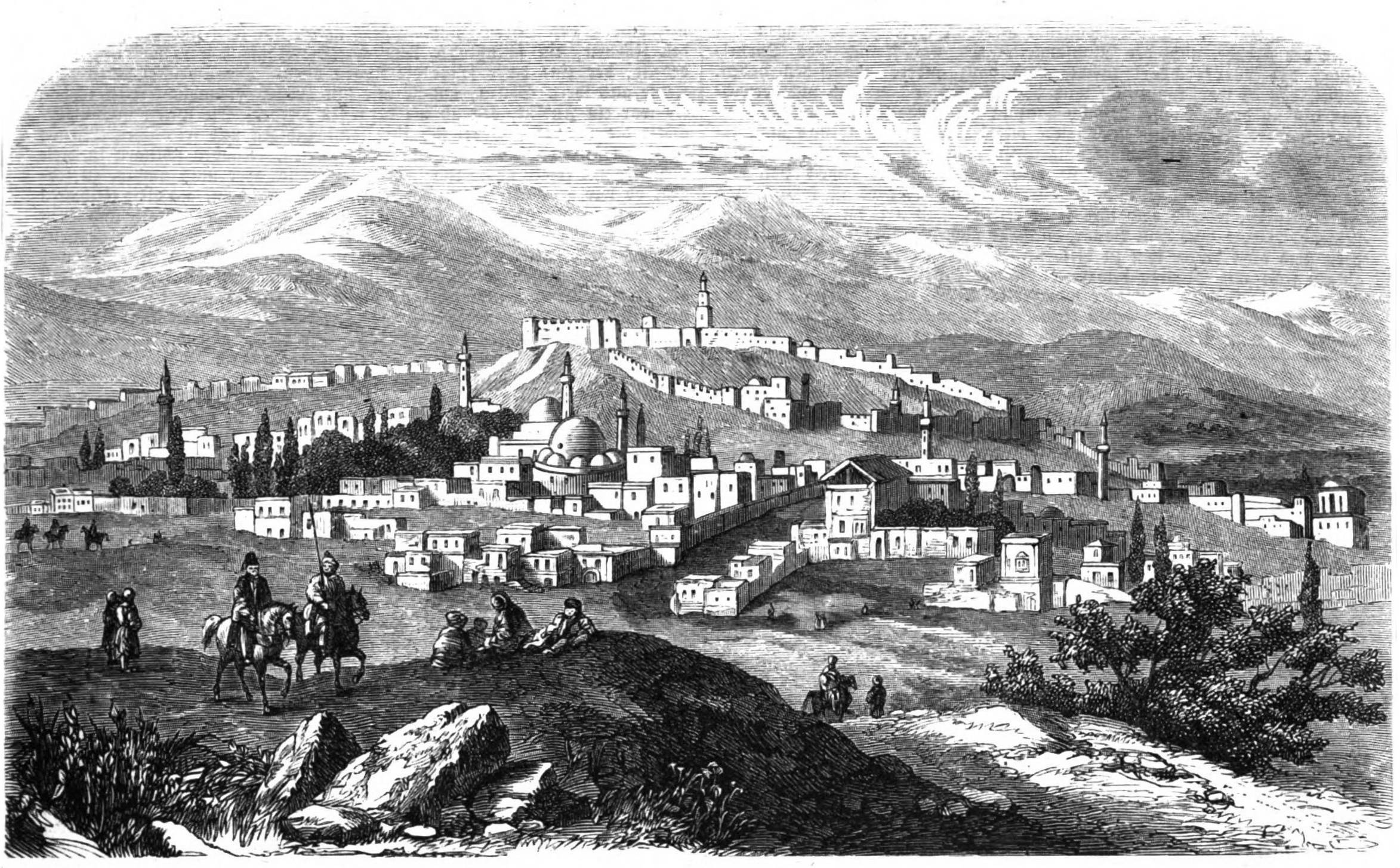
Крепость Эрзерум (1856 год)

Потери Русской армии: убиты 3 офицера и 126 нижних чинов; ранены 26 офицеров и 564 нижних чинов. Трофеи — 43 орудий. Турки потеряли около 3 тысяч человек убитыми и ранеными, 400 пленными. По другим данным, турки потеряли 3000 убитыми и ранеными и 3000 пленными и дезертирами.
Решительная победа в битве при Деве-бойну не была использована надлежащим преследованием, и потому, цель боя — взятие Эрзерума — не была достигнута, несмотря на возможность сделать это к вечеру того же дня.
В Эрзеруме в тот вечер царила растерянность близкая к панике. Мухтар приказал спешно перевозить всё самое ценное в Байбурт и Эрзинджан, и телеграфировал в Константинополь о невозможности оборонять крепость, так как под его началом осталось всего 3—4 тысячи солдат. Население города собралось у ворот, готовое встретить русские войска выражением покорности. Однако, генерал Гейман, отказавшись от движения на Эрзерум 23-го октября в виду наступившей темноты, не решился на штурм крепости и на следующий день, а ограничился лишь высылкой парламентера с требованием сдачи. Поняв нерешительность русских, Мухтар отказался от сдачи крепости и стал активно готовиться к обороне. Потеряв 4 дня, в течение которых турки успели оправиться от поражения, Гейман предпринял нападение на Эрзерум только в ночь на 28 октября. Бакинский пехотный полк захватил укрепление Азизие, однако другие колонны русских войск постигла неудача, и русским войскам пришлось отступить от Эрзурума, взяв его в блокаду. При неудачном штурме, русские потеряли 740 человек, потери турок составили более 2000 убитых и раненых, кроме того, русским удалось захватить более 550 пленных.
Удержание турками Эрзерума имело последствием весьма тяжёлую для Кавказской армии блокаду крепости во время суровой зимы. Падение Эрзерума, весьма возможно, повлекло бы за собой и сдачу Карса, тогда как неудача русских войск подняла дух его гарнизона. Наконец, добровольная передача Эрзерума русским по условиям перемирия, была учтена в ущерб России при выработке условий мирного договора с Османской империей.